# Герб Бургенланду
Герб Бургенланду — юридично встановлений герб федеральної землі Бургенланд в Австрії.

## Опис герба
Закон землі від 15 листопада 1990 р. Про регіональну символіку Бургенланду (Провінційна законодавча газета за Бургенланд 16/1991, видана та відправлена 4 березня 1991 р.) регулює опис герба (блазон)
у § 2
«У золотому щиті червоний, золотий коронований і озброєний, червоноязикий орел з розпростертими крилами, що стоїть на чорній скелі, у верхніх кутах супроводжується двома чорними хрестиками з широкими кінцями та щитком на грудях з трикратним розсіченням на червоні та червоні смуги із золотим обрамленням. Він може бути кольоровим або чорно-білим."
Крім того § 3
Державна печатка Бургенланду: Державна печатка Бургенланда кругла і має державний герб з написом "Land Burgenland".

## Символіка
Орел нагадує герб середньовічних графів Маттерсдорф-Форхтенштейнів, нагрудний щит — герб графа Гюссінг-Бернштейна. Разом герб символізує союз північної та південної частин країни.

## Історія
Коли після 1921 року Бургенланд приєднався до Австрії від Угорщини, потрібно було скласти державний герб. Навесні 1922 року герб був розроблений під керівництвом Альфреда Ентоні фон Зігенфельда в Інституті генеалогії, сімейного права та геральдики у Відні. Орел Маттерсдорф-Форхтенштейнерів також можна знайти в гербі Байота.

## Вебпосилання
- Amt der Burgenländischen Landesregierung: Das Landesgesetz über die Landessymbole des Burgenlandes. [Архівовано 13 червня 2021 у Wayback Machine.] (PDF-Datei; 15 kB) 15. November 1990, abgerufen am 15. Februar 2020.